# Edvard von Rothstein
Emil Edvard von Rothstein, född 1 november 1821 på Erikssund, död 29 november 1890 i Stockholm, var en svensk arkitekt.

## Biografi
von Rothstein var son till Gustaf von Rothstein samt sonson till Simon Peter von Rothstein. Han genomgick Kungliga Akademien för de fria konsterna och studerade 1843–1845 i Hamburg samt 1845–1848 vid byggnadsakademien i Berlin.
Han var anställd av Hamburgs byggnadsdeputation som ritare för vattenbyggnader 1844. 1848 blev han extra ordinarie arkitekt i överintendentsämbetet i Stockholm, och från 1862 intendent. Han var anställd som arbetschef för Stockholms stads vattenbyggnader 1849-1875 varvid han uppgjorde ritningar och förslag till Karlbergskanalen, kajerna på Blasieholmen, Strandvägen, Vasabron och Veterinärinstitutet. Vidare var han lärare i husbyggnadslära vid Konstakademien 1853, styrelsesuppleant i det av Alfred Nobel startade Nitroglycerin AB första styrelse från 1864, delägare från januari 1865, revisor från 1866 men lämnade bolaget 1867. År 1871 blev han professor i arkitektur.
Bland de sakrala arbetena återfinns Fotskäls kyrka, Kalls kyrka, Sjögestads kyrka, Södervidinge kyrka, Tryde kyrka, Vederslövs nya kyrka, Ytterby kyrka, Värö kyrka, Ås kyrka, Ödsmåls kyrka och Österplana kyrka.
von Rothstein utgav arbetet "Handledning i allmänna byggnadsläran med huvudsakligt avseende på husbyggnader". Genom testamente gjorde han en donation till Serafimerlasarettet där minnestavla finns samt instiftade von Rothsteinska stipendiet för arkitekturstuderande.
von Rothstein var gift med Christina Elisabet von Knorring, dotter till Sebastian von Knorring.

## Bilder verk i urval

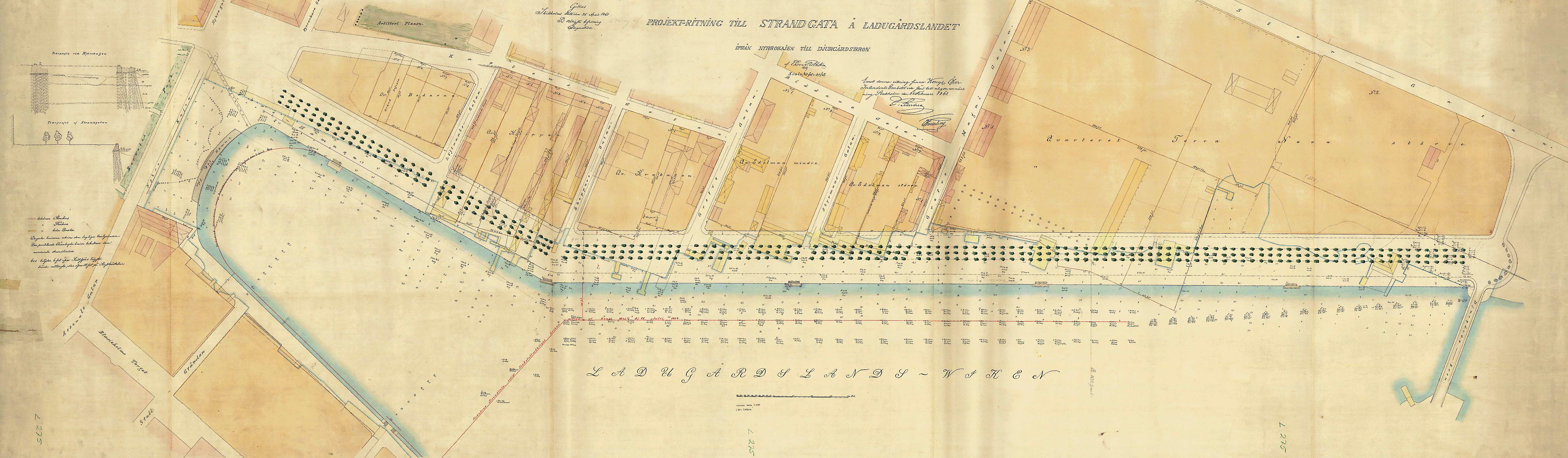
Edvard von Rothsteins stadsplan över Strandvägen och Nybroplan från 1859.

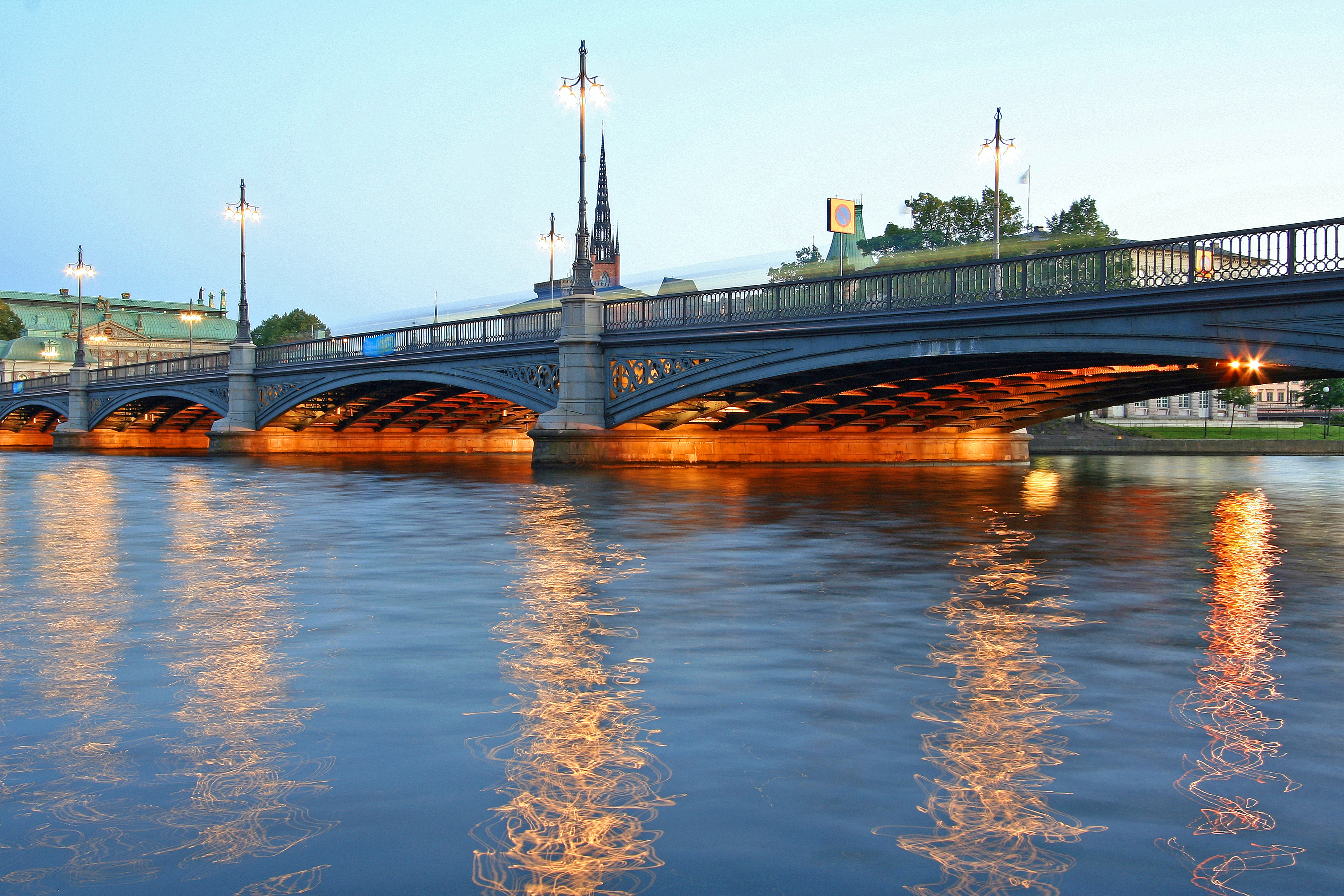
Vasabron, Stockholm
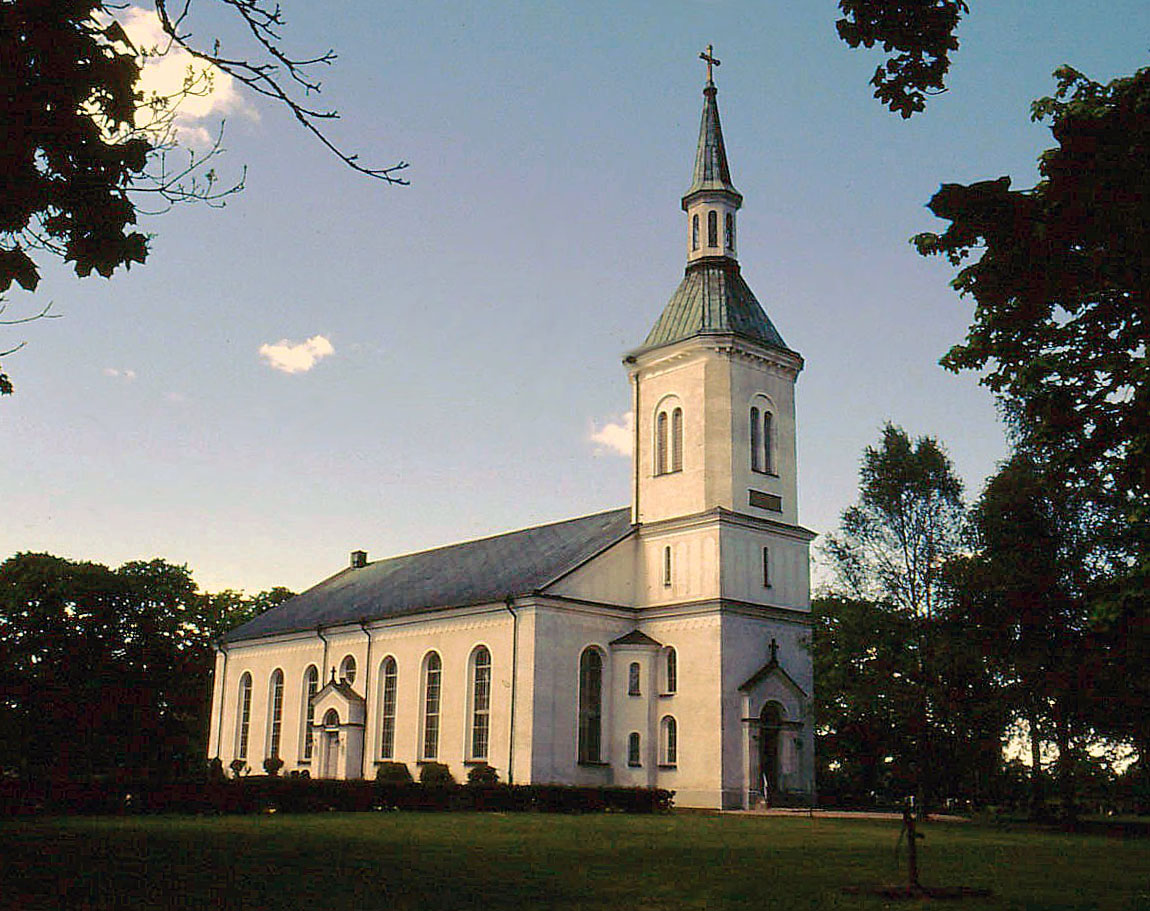
Vederslövs nya kyrka
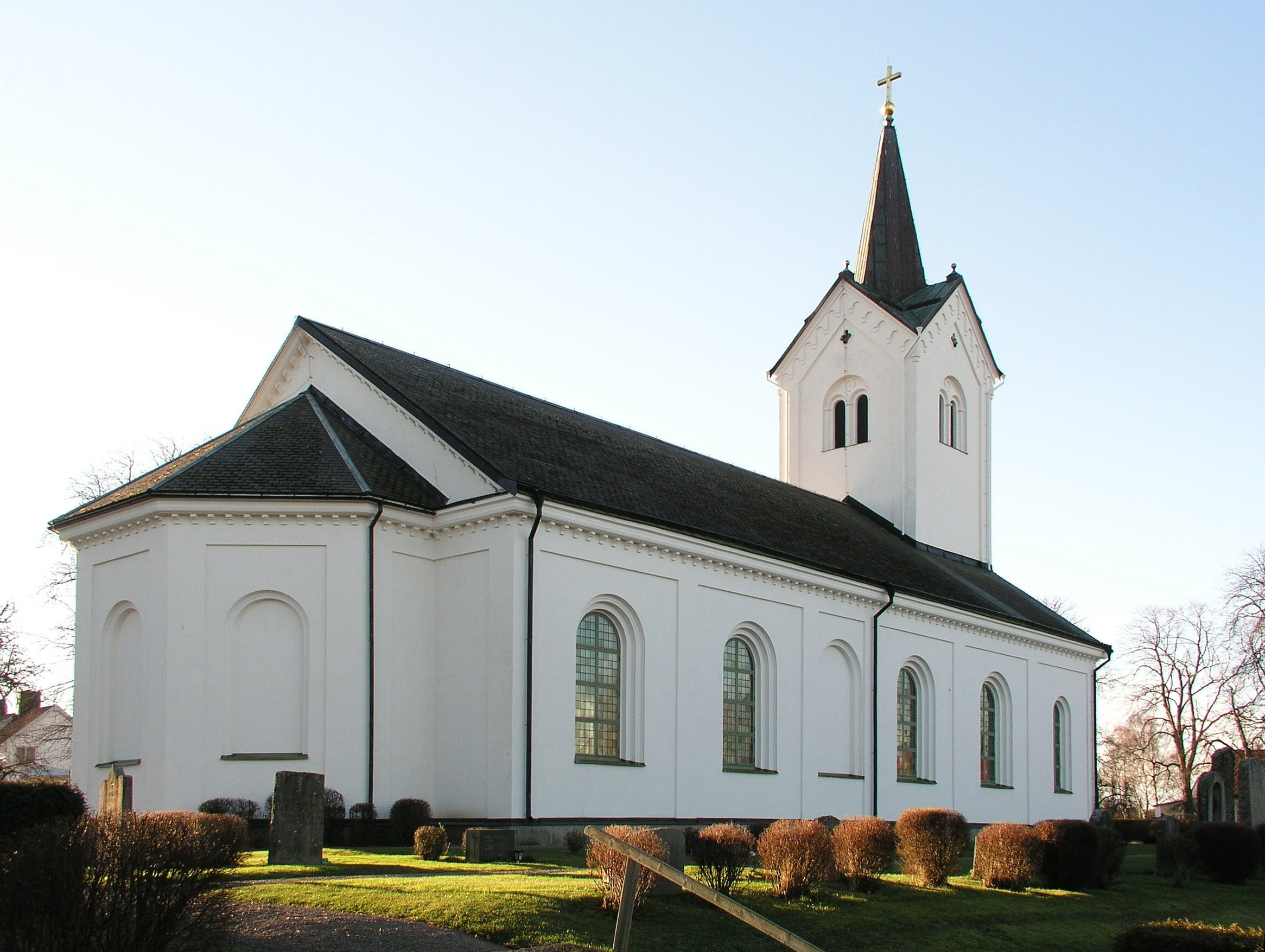
Sjögestads kyrka
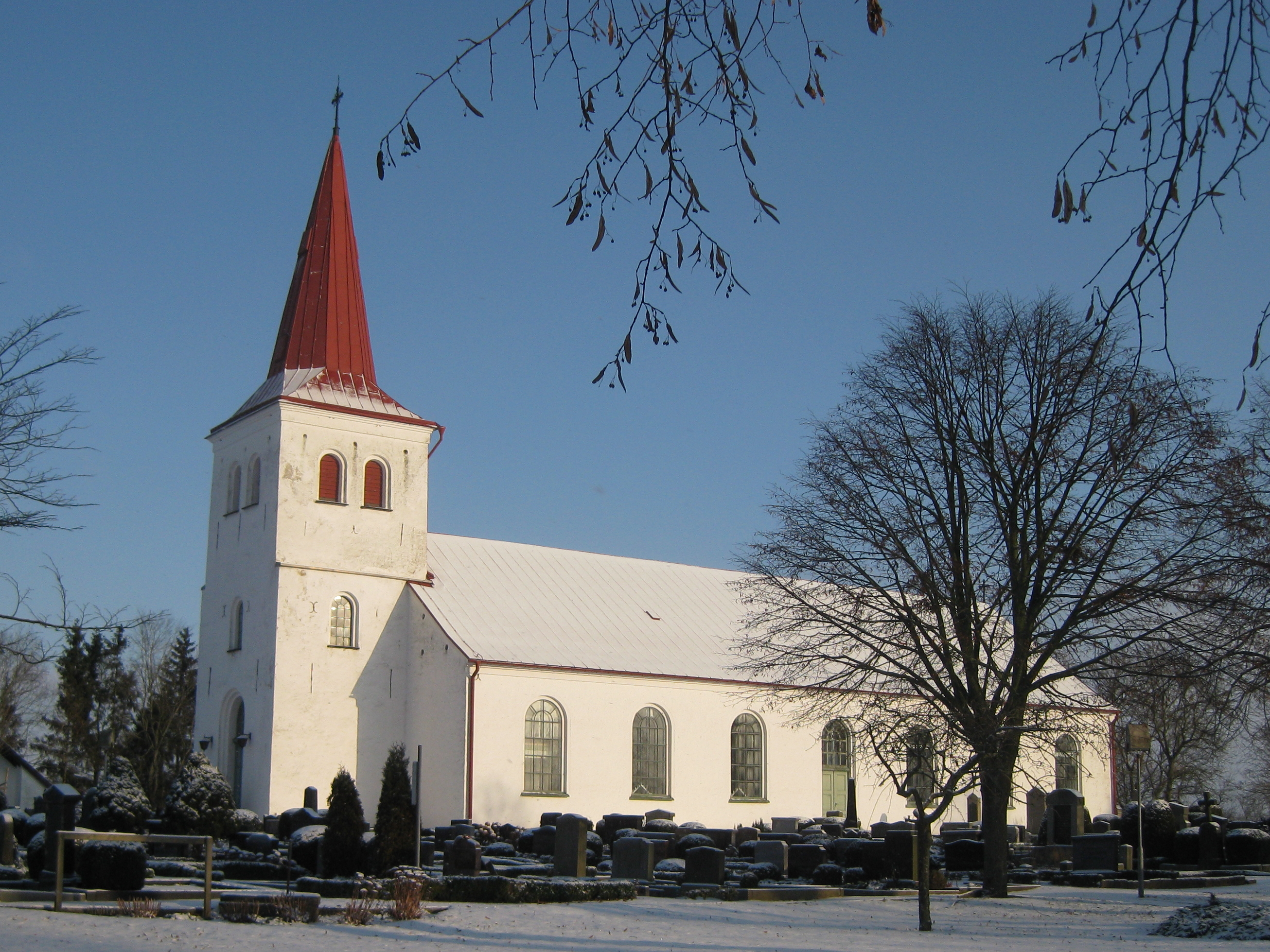
Tryde kyrka
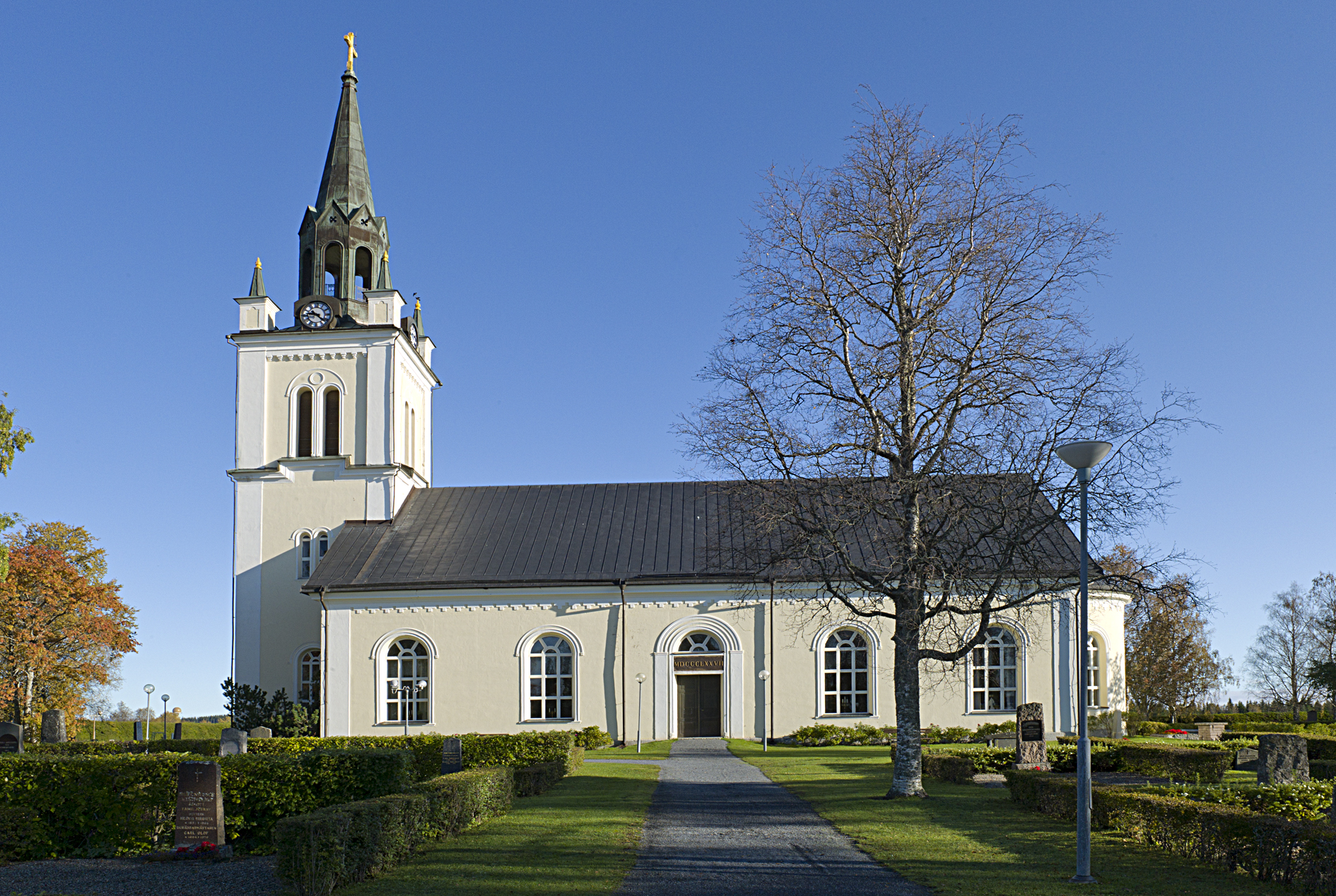
Ås kyrka